# 本間利雄 (内務官僚)

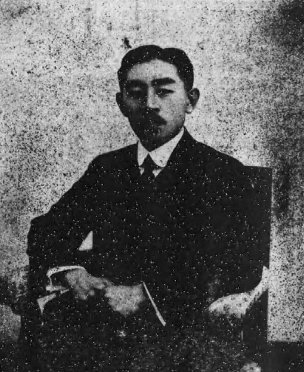
本間利雄

本間 利雄（ほんま としお、1877年（明治10年）3月3日 - 1970年（昭和45年）2月2日）は、日本の内務・警察官僚、実業家。官選県知事。

## 経歴
山形県出身。酒田本間家の一族、本間東三郎の長男として生まれる。東京外国語学校を経て第一高等学校を卒業。1908年、東京帝国大学法科大学法律学科（仏法）を卒業し大学院に進んだ。同年11月、文官高等試験行政科試験に合格。内務省に入省し富山県属となる。
以後、富山県事務官、同理事官、島根県警察部長、愛媛県警察部長、広島県警察部長、警視庁官房主事、同高等警察課長、兵庫県内務部長などを歴任。
1922年10月、長野県知事に就任。ブラジル移民の推進、郡制廃止への対応、中等学校の整備、道路網の改良などを推進。1924年（大正13年）6月24日、山梨県知事に転じ、地方病撲滅十カ年計画の策定、山梨地方病撲滅期成組合の結成などに尽力。1925年4月28日に知事を辞任し退官した。
その後は実業界に転じ、東京電燈常務取締役、王子電気軌道社長、富士川電力取締役、京浜電力取締役、理研アルマイト工業取締役、高岳製作所社長、関東配電監事などを務めた。

## 人物
1911年、分家する。趣味は碁、旅行、大弓。宗教は仏教。住所は東京目黒区三田。

## 家族・親族
本間家
- 妻・ヤヱ（1888年 - ?、旧米沢藩士・山形士族池田成章の娘、池田成彬の妹[6]）
- 長男・利章[7]（1913年 - ?、ミキモト社長）
  - 同妻・幸子（1919年 - ?、御木本幸吉の孫[6][7]、御木本隆三の娘）
- 長女・綾子[6][7]（諸戸清文の妻）
- 二女・操（1918年 - ?、東京、長崎正造の妻）[6][7]

親戚
- 義父・池田成章（旧米沢藩士、実業家）
- 義兄・池田成彬（日銀総裁、大蔵大臣）
- 長男の妻の父・御木本隆三（ジョン・ラスキン研究者）
- 長男の妻の祖父・御木本幸吉[7]（御木本真珠店主、真珠養殖業、貴金属品商）
- 二女の夫の父・長崎英造（日本証券投資協会長）
- 孫（長男夫婦の娘）の夫・春日豊彦（ミキモト元社長）